# 정부

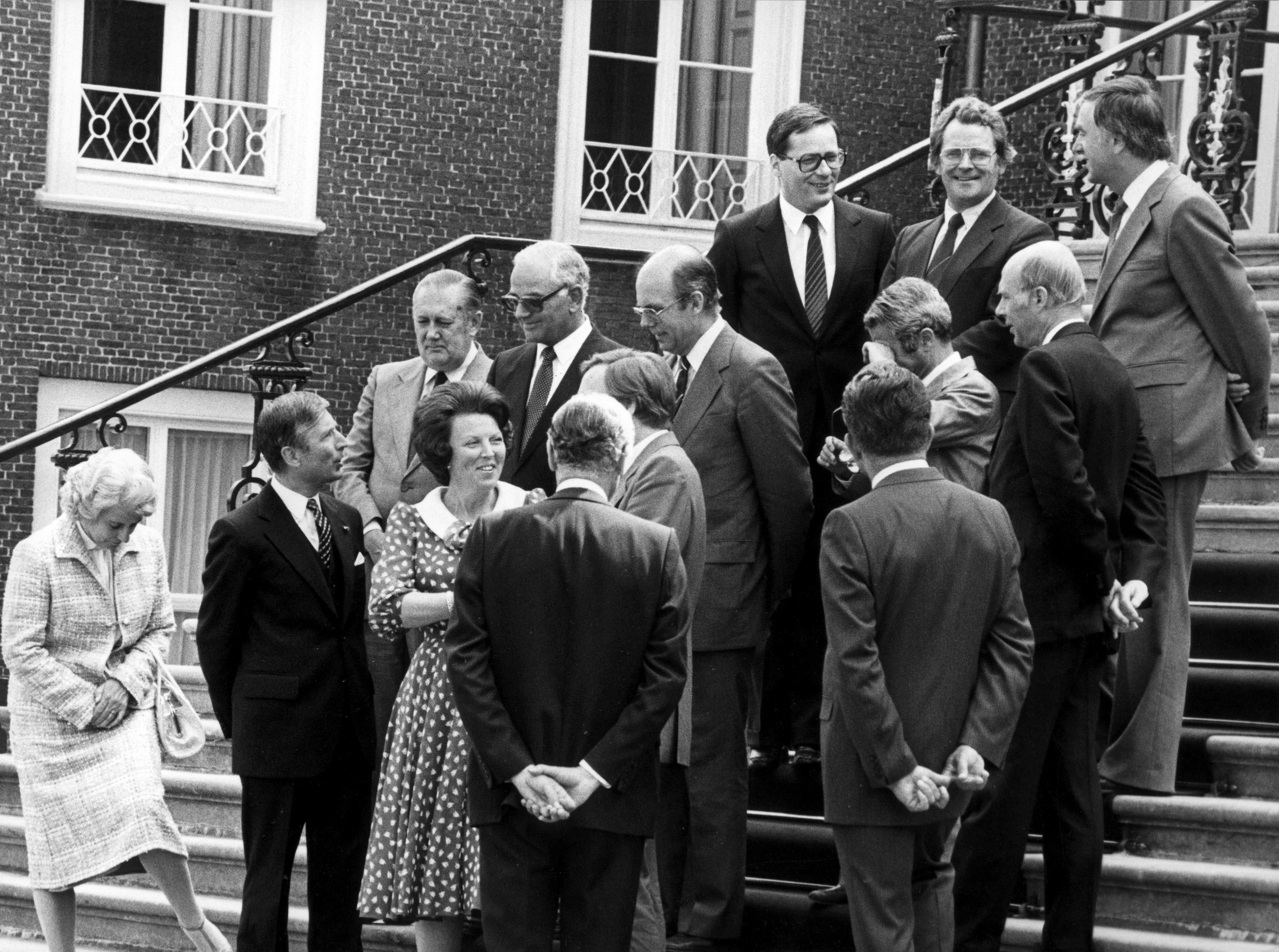

정부(政府, Government)는 어느 지역 또는 국가를 통치하는 기관을 말한다. 넓은 의미로는 중앙정부와 지방정부를 모두 포함하며, 좁은 의미로는 중앙정부의 행정부(行政府, Executive branch)를 의미하기도 한다.
어떠한 국가가 대통령제와 의원내각제를 혼합한 체제라면 정부의 개념에 내각도 포함된다. 만약 일당제 독재국가라면 정부의 개념에 정당(政黨)도 포함될 것이다. 대한민국 헌법에 따른 정부의 의미는 행정부만을 포함하는 좁은 의미로 사용된다. 헌법 제4장은 제목을 '정부'라고 하며, 아래에 제1절 대통령과 제2절 행정부를 두고 있다.

## 정부의 개념
정부의 개념은 다의적으로 사용되고 있다. 첫째 정부는 행정부는 물론 입법부·사법부 기타 모든 국가 기관을 총망라한 국가의 통치 기구 전체를 의미하고,영어의 “Government”가 이에 해당한다. 둘째 정부는 국가의 정치 기구 중 입법부·사법부를 제외한 집행부, 즉 행정부만을 의미하고 영어의 “Executive”가 이에 해당한다. 셋째 정부는 행정부 중에서도 행정의 실권자, 즉 미국식 대통령제 국가에서는 대통령을, 영국식 의원내각제, 프랑스식 이원집정부제 국가에서는 행정의 실권을 가지는 내각만을 의미하기도 한다. 정부의 개념을 이렇게 사용하면 영국식 의원내각제 국가에서는 명목적인 권한밖에 가지지 못하는 국왕 또는 대통령과 같은 국가 원수는 정부에 포함되지 않게 된다.
정부의 첫 번째 개념이 가장 역사가 오래되고, 또 소박한 개념이라고 볼 수 있다. 국가 기능이 입법·행정·사법으로 분화되지 않은 과거 절대 군주 국가에서는(개명 전제 국가(開明專制國家)에서는 사법은 어느 정도 분화되었다고도 볼 수 있었지만) 국가의 모든 통치 기구를 정부라고 볼 수밖에 없었다. 그러나 과거의 절대 군주 국가에서는 군주가 정부를 상징하였고, 정부라는 독특한 개념은 아직 발생하지 못했다고도 볼 수 있다.
그러나 정부의 첫 번째 개념은 오늘날에도 영·미국(英·美國)에서 흔히 사용되고 있는데, 영·미국에서는 민선 대표(民選代表)로써 구성되는 국회를 기반으로 하여 국가의 모든 통치 기구를 설정한다는 뿌리 깊은 관념이 지배하고 있기 때문이다. 정부의 두 번째 개념은 전과는 반대로 권력 분립주의에 의거한 정치 기구가 설정된 이후에야 비로소 발생한 개념인데, 현재 독일과 일본에서 흔히 사용되고 있다. 그 이유는 이 두 국가에서는 국민 주권 사상의 발전이 비교적으로 지체되었고, 따라서 민선 의회를 기반으로 하여 국가의 모든 정치 기구를 설정한다는 관념이 없었고, 그 반면에 권력 분립에 중점을 두는 입헌군주제 하에서 오랫동안 통치를 받아 왔기 때문이다. 정부의 세 번째 개념은 군주가 민선 국회(民選國會)의 제약을 받지만, 아직도 강대한 권한을 가지는 이른바 입헌 군주 정체로 군주가 단지 상징적 대표적 권한밖에 가지지 못하는 이른바 의회제 군주(parliamentarische Monarchie) 정체로 발전함으로써 확립된 개념이다. 끝으로 국가의 중앙 정부와 대립되는 개념도 있지만, 이것은 헌법상 국가 권력이 상방(上方：聯邦)과 하방(下方：支分國) 간에 분할되어 있어서 상호간에 침해하지 못하도록 되어 있는 연방제 국가에서는 의의가 있겠지만, 원칙적으로 국가 권력이 중앙 정부(국가)에 집중 통일되어 있는 통일제 국가에서는 그다지 큰 의의를 가질 수 없다.

## 정부 형태의 분류
정부 형태(政體)와 국가 형태(國體)를 구별하고, 국가 형태는 주권이 1인에게 존재하느냐 또는 다수인에 존재하느냐에 따라서 군주국과 공화국을 구별하고, 또 공화국은 그 다수인을 국민 전체로 구성하느냐, 또는 특정 계급으로 구성하느냐에 따라서 민주공화국과 계급제 공화국(귀족 공화국 및 영농제(榮農制) 공화국)으로 분류하지만, 결국은 국가(중앙정부) 형태는 정부 형태에 따라서 결정될 수밖에 없고, 현재 군주 주권을 공공연히 표방하는 국가는 거의 없다시피 되어 있다.

### 분류 방법
우선 정체에서도 첫째 군주 정체와 공화 정체를 분류하는 방법도 있지만, 오늘날에는 군주 정체의 국가에서 군주의 권한(예컨대 영국)이 공화 정체 국가의 대통령의 권한(예컨대 미국)보다 미약하기도 하고, 군주 정체 국가에서도 민주 정치가 가능한가 하면, 공화 정체 국가에서도 독재 정치가 출현할 수 있기 때문에, 그 구별의 의의가 상실되게 되었다.
둘째로 정체에서 직접 민주 정체와 간접 민주 정체가 구별되지만, 직접 민주 정체는 영토가 넓고, 인구가 많은 현대 국가에서는 기술적으로 채용하기가 곤란하고, 더욱 지금에 와서는 국민 투표, 발안제와 같은 직접 민주 정치 제도를 병용하는 이른바 혼합 민주 정체(混合民主政體)를 채용하는 국가가 많이 출현하였기 때문에, 이 구별 역시 큰 의의를 가지지 못하게 되었다.
셋째로 정체에서 입헌 정부와 비(非)입법 정체가 구별되지만, 입헌 정체의 개념 자체가 애매하여 학고(學考)와 그것이 실시되는 국가(중앙정부)에 따라서 의미가 다르고, 또 현재에서는 영국을 제외한 거의 모든 국가가 성문 헌법전(成文憲法典)을 가지고 있고 그 성문 헌법전 속에는 국민 주권을 구가하고 있고, 또 정도의 차이는 있지만 의회·행정·재판소 등 권력 분립에 의거한 국가의 통치 기구를 설립하고 있기 때문에 이 구별 역시 현실적 의의를 상실하게 되었다.
이상과 같은 이유로 현재는 입법·행정·사법 간에 권력 분립을 어떻게 하는가에 따라서 그 나라의 정부 형태의 특색이 나타난다고 생각한다. 첫째 입법·행정·사법의 기관의 구별은 하지만 삼권 간의 권력 통합주의(權力統合主義)로 나가는 이른바 회의제(會議制：Versammelungsregierung)와 삼권 간의 권력 분립주의로 나가는 기타의 정부 형태가 구별된다.

## 권력의 분립
삼권간의 권력 분립주의로 나가는 국가에서 삼권간의 권력 분립을 어떻게 하는가에 따라서 여러 정부 형태가 구별된다. 그러나 사법권을 입법권과 행정권으로부터 가능한 한 최대한도로 독립시켜야 된다는 데 대해서는 어떤 국가에서든지 인정을 받고 있고, 따라서 사법권과 입법권·행정권과의 권력 분립에서는 국가 간에 그리 큰 차이가 나지 않는다.
물론 여기에서도 그 나라의 사법부가 민선 의회(民選議會)가 제정한 법률이 헌법에 위반되는 여부를 심사할 수 있는가, 또 그 나라의 사법부가 민·형사 사건뿐만 아니라 행정 사건까지도 관할할 수 있는 이른바 사법형(司法型)의 국가인가, 또는 그것이 불가능한 행정형(行政型)의 국가인가에 따라서 약간의 차이는 날 수 있다.
이와 반대로 입법권과 사법권과의 권력 분립은 국가 간에 크게 차이가 나는데, 여기에서 미국의 대통령제와 영국의 의원내각제가 갈라진다. 미국의 대통령제는 입법권과 행정권간의 권력 분립을 되도록 엄격하게 하려고 노력한 데서 나온 정부 제도이고, 입법권과 행정권 간의 조정에 의한 상호 의존(wechselseitige Abhangigkeit durch Koordination)을 도모했고, 영국의 의회제는 영국 왕의 수중에 마지막으로 남았던 행정권마저 의회가 발달하는 과정에서 발전한 정부 제도이고, 입법권과 행정권 간의 권력 분립을 원칙으로 하지만 내각의 국회로의 통합에 의한 상호 의존(wechselseitige Abhöngigkeit durch Integlation)을 도모한다.

## 한국의 정부 형태
한국의 정부 형태는 미국식 대통령제, 영국식 의원내각제, 프랑스식 이원집정부제를 절충한 독특한 정부 형태이고 원리상에서는 미국식 대통령제에 속한다.
즉 현행 헌법상 국가의 원수이며 외국에 대해 국가를 대표하는 대통령은 실질적인 행정권자일 뿐만 아니라 국가의 독립·영토의 보전·국가의 계속성과 헌법을 수호할 책무와 조국의 평화적 통일을 위한 성실한 의무를 지고 있다(헌법 66조).
그리하여 대통령은 일반적으로 국가 원수가 가지는 선전 포고와 강화권, 조약의 체결·비준권, 외교 사절의 신임·접수·파견권, 국군 통수권, 긴급 처분권, 계엄 선포권, 공무원 임면권, 사면권, 국회에 대한 의견 표시권 등을 가진다.
그뿐만 아니라 국가 권력의 정상적 기능을 유지하고 국론(國論)의 통일을 기하기 위하여 현행 헌법은 또 대통령에게 권력 분립의 원리를 초월하여 입법·행정·사법의 3권을 통합 조정하고 중재하는 국정의 통합·조정권을 부여하고 있다. 즉 대통령은 헌법 개정안의 제안권, 국가 안위에 관한 중요 정책을 국민 투표에 붙일 수 있는 권리, 국회 임시 회의 집회 요구권 등 강력한 권한을 가지고 있다.
또 대통령은 헌법상의 필수 기관인 국무회의의 의장으로서 국무회의 주재권을 가지고, 국무회의의 심의 안건을 제출할 수 있는 등 정치의 일선에 나가고 있다. 물론 정부의 권한에 속하는 중요한 정책은 대통령 외에 국무총리와 국무위원으로 구성되는 국무회의의 심의를 거쳐야 하고, 헌법 제88조에 열거된 사항, 즉 거의 행정 전반에 긍하는 여러 문제는 반드시 국무회의의 심의를 거쳐야 하고, 또 대통령의 국법상 행위에 관한 모든 문서에 국무총리와 관계 국무위원의 부서(副署)가 있어야 하지만, 이 국무회의의 심의권과 국무총리와 관계 국무위원의 부서권(副署權)으로 인하여 대통령의 권한이 제약될 가능성은 희박하다. 국무위원은 국무총리의 제청에 의해서 대통령이 임명하고, 국무총리는 대통령이 국회의 동의를 얻어서 임명을 하고 국회는 국무총리 또는 국무위원에 대하여 해임을 대통령에게 건의할 수 있다.
원칙적으로 대통령제 정부 형태에서 국회가 내각에 대하여 해임 건의를 할 수 없으나 대한민국의 정부 형태가 절충형을 취해 의원 내각제적 요소를 가미하고 있기에 이러한 권한을 국회에 부여하여 정치적으로 행정부, 즉 대통령을 견제하기 위함이다. 구 헌법에서는 해임 건의권 대신 더 강력한 해임 의결권을 국회에, 이에 대하여 대통령에게는 국회 해산권을 각각 부여하였으며 국회가 국무총리·국무위원 해임 의결을 결의하였을 때에는 대통령은 반드시 이에 따라야 한다는 규정을 설치했었다. 그러나 제9차 개정 헌법은 대통령의 국회 해산권을 삭제하는 대신 국회의 국무총리·국무위원 해임 의결권도 해임 건의권으로 완화하고 또한 이행 의무 규정도 삭제하였으므로 국무총리·국무위원은 임명권자인 대통령에게 책임을 지울 뿐이며 국회에 의한 대통령의 권한을 제약할 가능성은 적을 수밖에 없고, 따라서 행정의 실권은 명실 공히 대통령에게 귀속될 수밖에 없다.
이 행정의 실천자인 대통령에 대해서는 국회가 불신임 결의권(不信任決議權)이 없음은 말할 것도 없고(국회가 탄핵 소추는 할 수 있지만, 본래 탄핵은 정치적인 책임을 묻는 제도가 아니다), 대통령은 국민의 보통·평등·직접·비밀 선거에 의하여 선출되므로 의원 내각제 정부 형태에서의 수상처럼 국회에 대하여 정치적 부담을 지지 않을 것이고 더욱이 야당이 국회의 다수당이 되더라도 대통령은 재적 의원 과반수의 출석과 출석 의원 3분의 2 이상의 다수결에 의한 재의결(再議決)에 의하지 않고는 극복되지 않는 강력한 법률안 재의권(法律案再議權)을 가지고 있으므로 능히 야당 국회의 정치적 공세를 좌절시킬 수 있을 것이다. 이와 같이 대통령의 임기 5년간은 행정부는 국회의 제약을 받음이 없이 안정될 수 있는 강력한 행정부를 한국 헌법은 규정하고 있다고 볼 수 있고, 헌법 규정상 절충식 정부 제도이지만 실제 운영상에서는 미국식 대통령제로 나갈 수밖에 없을 것이다.

### 행정권
행정권은 대통령을 수반으로 하는 정부에 속한다(헌법 66조 4항). 대통령 밑에 국무총리와 행정 각부라는 행정 관청을 놓았고, 정부의 중요 정책의 심의 기관으로서 국무회의를 두었다. 국무회의는 정부의 내부 기관이고 행정 관청은 아니다. 국무총리는 대통령을 보좌하고 행정에 관하여 대통령의 명을 받아서 행정 각부를 통할한다(헌법 86조 2항). 행정 각부의 장은 국무위원 중에서 국무총리의 제청으로 대통령이 임명한다(헌법 94조). 따라서 대한민국에서는 국무위원이 아닌 행정 각부의 장은 존재할 수 없는데, 이 점에서 영국·프랑스와 다르다.
국무총리 또는 행정 각부의 장은 소관 사무에 관하여 법률이나 대통령령의 위임 또는 직권으로 총리령 또는 부령을 발할 수 있다(헌법 95조). 여기서 행정의 개념이 문제될 수 있는데, 행정의 개념은 실질적 개념과 형식적 개념이 대립할 수 있다. 행정의 형식적 개념에서는 행정 기관이 행하는 모든 작용이 행정에 포함되겠지만, 삼권 분립주의가 국가 권력을 약화시키고 국민의 기본권을 보장하려는 정책적 동기에서 나왔기 때문에 행정의 실질적 개념을 규명할 필요가 있으리라고 생각한다. 그러나 20세기 행정 국가(行政國家)에서의 행정은 너무도 그 범위가 넓고 다양하다. 독일의 포르슈토프(Forstoff) 교수는 행정은 추사(beschreiben)할 수 있지만, 정의(定義, definieren)는 할 수 없다고 하였다. 그러므로 행정은 국가 작용 중에서 일반 추상적인 법규를 정립하는 입법 작용과 구체적인 쟁송(爭訟)에 법을 적용 선언함으로써 쟁송을 해결하는 사법 작용을 제외한 모든 작용이라고 보는 이른바 공제설(控除說)을 취하는 것이 타당하다고 생각된다.
그러나 정부는 이러한 실질적인 의미의 행정 작용만을 행하는 것이 아니라 입법 및 사법 작용에 관련되는 광범한 권한도 가지고 있다. 정부의 권한 중에 입법 작용과 관련되는 것은 다음과 같다.
첫째 국민의 자유와 권리·의무에 관계되는 입법 사항(立法事項)을 규율하는 실질적 의미의 입법권을 행사하는 경우로, 긴급 처분·명령권(헌법 76조), 계엄 선포권(헌법 77조), 명령 제정권(헌법 75조), 조약 체결·비준권(헌법 73조) 등이 있다. 둘째 국회의 입법 과정에 관여할 수 있는 권한으로 헌법 개정안 제안권(헌법 128조 1항), 확정 헌법의 공포권(헌법 130조 3항), 법률안 제출권(헌법 52조), 법률안 재의(再議) 요구권(헌법 53조 3항), 법률 공포권(헌법 53조 6항), 국회에의 출석·발언권(헌법 81조) 등이 있다.
또한 정부는 사법 작용에 영향을 미치게 될 권한도 가지고 있는데, 대법원장 및 대법관 임명권(헌법 104조)과 은사권(恩赦權) 등이 그것이다.

## 같이 보기
- 국가
- 대한민국 정부
- 세계 정부
- 정부조직법